# La Chapelle-Thémer
La Chapelle-Thémer es una comuna francesa situada en el departamento de Vendée, en la región de Países del Loira.

## Demografía
| 581 | 576 | 506 | 459 | 366 | 335 | 391 |
| Para los censos de 1962 a 1999 la población legal corresponde a la población sin duplicidades (Fuente: INSEE [Consultar]) |     |     |     |     |     |     |